# Nymphaea gigantea
Nymphaea gigantea Hook. è una pianta acquatica della famiglia delle Nymphaeaceae, endemica dell'Australia.